# Černá legenda

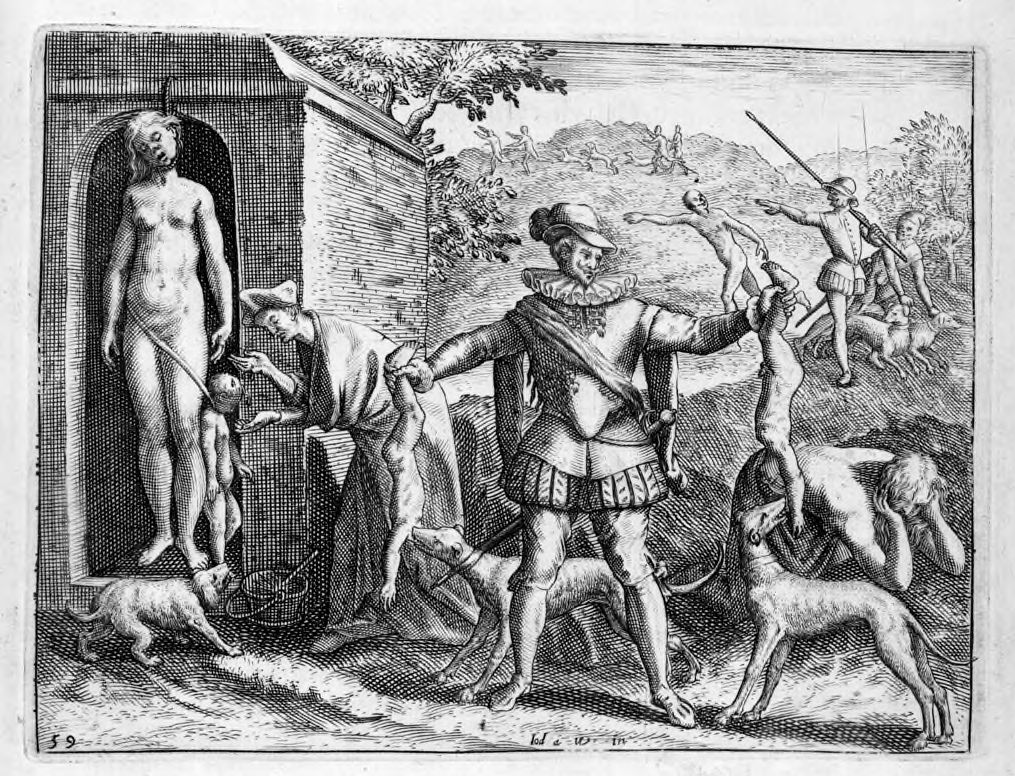
Španěl krmí psy indiánskými dětmi, rytina z roku 1598, jejímž autorem je Theodor de Bry, jeden z původců černé legendy

Černá legenda (španělsky leyenda negra, anglicky Black Legend) je propagandistické líčení historie v protišpanělském duchu, které bylo od 16. století šířeno protivníky španělské habsburské moci, zejména protestanty v severní a západní Evropě. Pojem černá legenda razil novinář Julián Juderías (1877–1918) od roku 1914. Černá legenda zahrnuje zejména následující body:
- Jednostranná kritika chyb Španělů, zatímco chyby jiných zemí se opomíjejí. Například se kritizuje zacházení Španělů s jihoamerickými domorodci, ale o zacházení jiných kolonialistů s černochy a severoamerickými indiány se mlčí.
- Démonizace španělských institucí a obyčejů ve srovnání s podobnými jevy v jiných státech. Například se tvrdí, že španělská inkvizice masivně pronásledovala čarodějnice, zatímco ve skutečnosti spíše víru v čarodějnictví považovala za pověru – na rozdíl od mnoha soudobých protestantských nebo středoevropských autorit.
- Neuvádění pozitivních aspektů španělských dějin. Například Bartolomé de las Casas se uvádí jen jako svědek španělských ukrutností vůči domorodcům, ale nedodá se, že se jeho dílo mohlo ve Španělsku svobodně šířit, ačkoli kritizovalo vládní politiku, a že mělo nemalý vliv na zlepšení poměrů.
- Nepřesné a přehnané líčení španělského násilí na domorodcích. Například úbytek počtu jihoamerických domorodců se celý přičítá jejich vyvražďování Španěly a neuvádí se, že daleko větší počet podlehl nemocem, které do Ameriky nezáměrně zavlekli Evropané a na něž nebyl imunitní systém indiánů připraven.
- Líčení v nesprávném historickém kontextu. Zločiny Španělů se ahistoricky posuzují podle moderních etických zásad, ale například lidské oběti, válečná tažení a přísně hierarchické uspořádání společnosti Aztéků a Inků se vysvětlují dobovým kulturním kontextem.

Opakem černé legendy je bílá či růžová legenda, která naopak přehnaně oslavuje pozitiva španělských dějin.
Přeneseně se termín černá legenda užívá i pro analogické situace jako označení nepodloženého paušálně negativního pohledu na nějakou historickou osobu nebo událost.